# Castulo hamula
Castulo hamula är en fjärilsart som beskrevs av Felder 1868. Castulo hamula ingår i släktet Castulo och familjen björnspinnare. Inga underarter finns listade i Catalogue of Life.